# Няндомський район
Няндо́мський муніципа́льний райо́н — адміністративна одиниця Росії, Архангельська область. До складу району входять 1 міське та 2 сільських поселення, разом — 3 поселення.
| Росія | Це незавершена стаття з географії Росії. Ви можете допомогти проєкту, виправивши або дописавши її. |